# Скюруп
Скюруп (на шведски: Skurup) е град в южна Швеция, лен Сконе. Главен административен център на едноименната община Скюруп. Разположен е на около 10 km от брега на Балтийско море. Намира се на около 500 km на югозапад от столицата Стокхолм и на около 30 km на югоизток от Малмьо. Получава статут на търговски град (на шведски шьопинг) през 1914 г. Има жп гара и фолклорно училище. Населението на града е 7565 жители според данни от преброяването през 2010 г.